# Кам'янська волость (Новомосковський повіт)
Ка́м'янська во́лость — адміністративно-територіальна одиниця Новомосковського повіту Катеринославської губернії. 
Станом на 1886 рік у складі було 4 поселення, 2 громад. Населення 8655 осіб (4321 осіб чоловічої статі і 4334 — жіночої), 1466 дворових господарств. 
|                     | Площа, десятин | У тому числі орної, десятин |
| ------------------- | -------------- | --------------------------- |
| Сільських громад    | 18814          | 13018                       |
| Приватної власності | —              | —                           |
| Іншої власності     | 252            | 110                         |
| Загалом             | 19066          | 13128                       |

Найбільші поселення волості:
- Березанівка  - село при озері Куплевате.

- Кам’янка — слобода над річкою Дніпро, 5562 осіб, 2 православні церкви;
- Обухівка — слобода при озері Чередницьке, 1930 осіб,  православна церква;
- Сугаківка — село при річці Дніпро, 660 осіб.